# Leon Mobley
Leon Mobley, né le 27 février 1961, est un percussionniste et batteur américain, membre The Innocent Criminals de Ben Harper. 

## Biographie
Il s'initie à la batterie africaine dès 1967 et étudie durant dix années sous la tutelle de Babatunde Olatunji à la Elma Lewis School of Fine Arts (en) de Boston. Il est aussi élève en 1977 du sénégalais Ibrahim Camara (ancien batteur du Ballet national du Sénégal) comme membre de la compagnie de danse Bokan-Deye. 
Il commence sa carrière comme enfant-acteur en 1972 dans la série Public Broadcasting Service Zoom. De 1979 à 1981 il se produit au Surinam, à Trinité-et-Tobago et dans l'ensemble des Antilles puis en 1982 au Sénégal et en Gambie. En 1991, il est invité en Afrique du Sud pour y jouer auprès des anciens exilés Letta Mbulu, Caiphus Semenya (en) et Hugh Masekela.
Depuis 1983, il fabrique et commercialise pour Remo des tambours africains qu'il a conçus sur mesure. À Boston, il enseigne dans des centres communautaires, dirige des tournées scolaires de danse et de musique africaine et des ateliers au Berklee College of Music. Il a également été directeur musical à la Paige Academy, une école privée de Roxbury. En 1986,il s'installe à Los Angeles où il donne des cours hebdomadaires à l'Université de Californie, au Los Angeles Contemporary Dance Theatre, au Parks and Recreation et à la Los Angeles High School for the Arts sur le campus de l'Université de Californie.
Fondateur et directeur artistique et musical des groupes Da Lion et Djimbe West African Drummers and Dancers, il contribue par ses groupes à la préservation des cultures africaines. Il voyage au Japon en 1987 et 1992 où il enseigne et joue le tambour et la danse ouest-africains. Pendant son séjour au Japon, il visite l'île Sado dans le cadre d'un programme d'échange culturel. Il joue également et donne des conférences à travers les États-Unis et effectue des tournées en Allemagne, en Italie et en Israël où il se produit avec son groupe Da Lion. 
Mobley joue et enregistre avec de nombreux artistes dans tous les styles, tels Dave Matthews Band, Jack Johnson, Peter Wolf, Mick Jagger, Quincy Jones, Santana, Michael Jackson, Macy Gray, Trevor Hall, Dirty Dozen Brass Band, Blind Boys of Alabama, Damian Marley, Jason Mraz, Madonna, The Fugees, Stevie Wonder, Gov't Mule, Michael Franti & Spearhead, Tom Morello, Timoria, Airto Moreira ou encore Flora Purim. Il s'est produit pour un événement parrainé par Gucci aux Nations unies, qui a permis de collecter 5,5 millions de dollars pour l'UNICEF et l'organisation caritative de Madonna Raising Malawi (en).
Il rejoint en 1993 The Innocent Criminals et prend part en 2010 à l'album Distant Relatives avec Damian Marley et Nas. 
Il est nommé en 2007 aux Grammy Awards dans la catégorie Best Pop Instrumental Performance.

## Discographie
Solo
- 1989 : Djimbe, Djimbe Records
- 1992 : avec Abdoulaye Diakite, Mandingo Drumming, Djimbe Records
- 2005 : avec Umar Bin Hassan (en), Keeping It Real, Stay Focused Recordings
- 2008 : avec Da Lion, Da Lion Roars, Djimbe Records

Avec Ben Harper
- 2003 : Diamonds on the Inside
- 2016 : Call It What It Is

Autre
- 2015 : The Epic de Kamasi Washington